# Goldbergovi
Goldbergovi (v anglickém originále The Goldbergs) je americký komediální televizní seriál vytvořený Adamem F. Goldbergem. Je vysílán od 24. září 2013 na stanici ABC. Hlavní role hrají Wendi McLendon-Covey, Jeff Garlin, Sean Giambrone, Troy Gentile, Hayley Orrantia a George Segal. 
Dne 11. května 2019 byla stanicí ABC objednána sedmá řada, která měla premiéru dne 25. září 2019.
Spin-off seriálu Schooled se vysílá na stanici ABC od 9. ledna 2019.

## Obsazení

### Hlavní role
- Wendi McLendon-Covey jako Beverly Golberg (rozená Solomon)
- Jeff Garlin jako Murray Christian Goldberg
- Sean Giambrone jako Adam Fredrick Goldberg
- Troy Gentile jako Barry Norman Goldberg
- Hayley Orrantia jako Erica Dorothy Goldberg
- George Segal jako Albert Solomon
- Aj Michalka jako Lainey Lewis (3.–4. řada, vedlejší role: 1.–2, 5. řada)
- Sam Lerner jako Geoff Schwartz  (5. řada, vedlejší role 2.–4. řada)

### Vedlejší role
- Troy Winbush jako Puchinski, policista
- Cedric Yarbrough jako Vic (1. řada)
- Ben Zelevansky jako Dale (1. řada)
- Natalie Alyn Lind jako Dana Caldwell (1.–3. řada)
- Jackson Odell jako Ari Caldwell (1–2. řada)
- Virginia Gardner jako Lexi Bloom (1. řada)
- Kathryn Leigh Scott jako Miriam Ferguson (1. řada)
- Jennifer Irwin jako Virginia Kremp
- Jacob Hopkins jako Chad Kremp
- Tyler Stokes jako Drew Kremp (1. a 3. řada)
- Dan Fogler jako Marvin Goldberg
- Tim Meadows jako Jonathan Glascott
- Barbara Alyn Woods jako paní Caldwellová (1. řada)
- Stephanie Katherine Grant jako Emmy Mirsky
- Kenny Ridwan jako Dave Kim
- Cooper Roth (1. řada) a Zayne Emory (2.–3. řada) jako J. C. Spink
- Mason Cook jako Tyler Stansfield
- Dustin Ybarra jako Nitrous (1. a 3. řada)
- Joey Lutham jako Roger McFadden (1. řada)
- Stephen Tobolowsky jako ředitel Earl Ball (2. řada–dosud)
- Ana Gasteyer jako Susan Cinoman (2. řada–dosud)
- Noah Munck jako Rob Smith (2. řada–dosud)
- Matt Bush jako Andy Cogan (2. řada–dosud)
- Nathan Gamble jako Garry Ball (2. řada–dosud)
- Dan Bakkedahl jako pan Woodburn (2. řada)
- Suzy Nakamura jako paní Kim (2. řada)
- Rob Huebel jako John Calabasas (2.–3. řada)
- Judd Hirsch jako Ben Golberg (3. řada–dosud)
- Allie Grant jako Evelyn Silver (2. řada–dosud)
- David Koechner jako Bill Lewis (2. řada–dosud)
- Nate Hartley jako Dan (2. řada–dosud)
- Charlie DePew jako Anthony Balsamo (2.–3. řada)
- Sam Kindseth jako David Sirota (2.–3. řada)
- Michael Watkins jako paní Taraborelliová (2. řada)
- Christopher Avila jako Raji Mitra (3. řada)
- Sean Marquette jako Johnny Atkins (3. řada–dosud)
- Niko Guardado jako Rubén Amaro, Jr. (3. řada–dosud)
- Alex Jennings jako Carla Mann (3. řada–dosud)
- Froy Gutierrez jako Benjamin Bauman
- Quincy Fouse jako Taz Money (3. řada)
- Shayne Topp jako Matt Bradley (4. řada–dosud)
- Rowan Blanchard jako Jackie Geary (4. řada–dosud)
- Alison Rich jako Valley Erica (5. řada)
- Ken Lerner jako Lou Schwartz (5. řada)
- Mindy Sterling jako Linda Schwartz (5. řada)
- Brec Bassinger jako Zoe McIntosh
- Bill Goldberg jako Nick Mellor (5. řada)

## Vysílání
| Řada | Díly | Premiéra v USA | Premiéra v USA  | Nielsenovy ratingy | Nielsenovy ratingy                     |
| Řada | Díly | První díl      | Poslední díl    | Rating řady        | Sledovanost v USA (v milionech diváků) |
| ---- | ---- | -------------- | --------------- | ------------------ | -------------------------------------- |
| 1    | 23   | 24. září 2013  | 13. května 2014 | 76                 | 6,20                                   |
| 2    | 24   | 24. září 2014  | 13. května 2015 | 57                 | 8,37                                   |
| 3    | 24   | 23. září 2015  | 18. května 2016 | 57                 | 7,62                                   |
| 4    | 24   | 21. září 2016  | 17. května 2017 | 54                 | 6,97                                   |
| 5    | 22   | 27. září 2017  | 16. května 2018 | 66                 | 6,26                                   |
| 6    | 23   | 26. září 2018  | 8. května 2019  | 74                 | 5,74                                   |
| 7    | 23   | 25. září 2019  | 13. května 2020 | 67                 | 5,31                                   |
| 8    | 22   | 21. října 2020 | 19. května 2021 | 69                 | 4,37                                   |
| 9    | 22   | 22. září 2021  | 18. května 2022 | 64                 | 3,92                                   |
| 10   | 22   | 21. září 2022  | 3. května 2023  | 74                 | 3,12                                   |

## Produkce

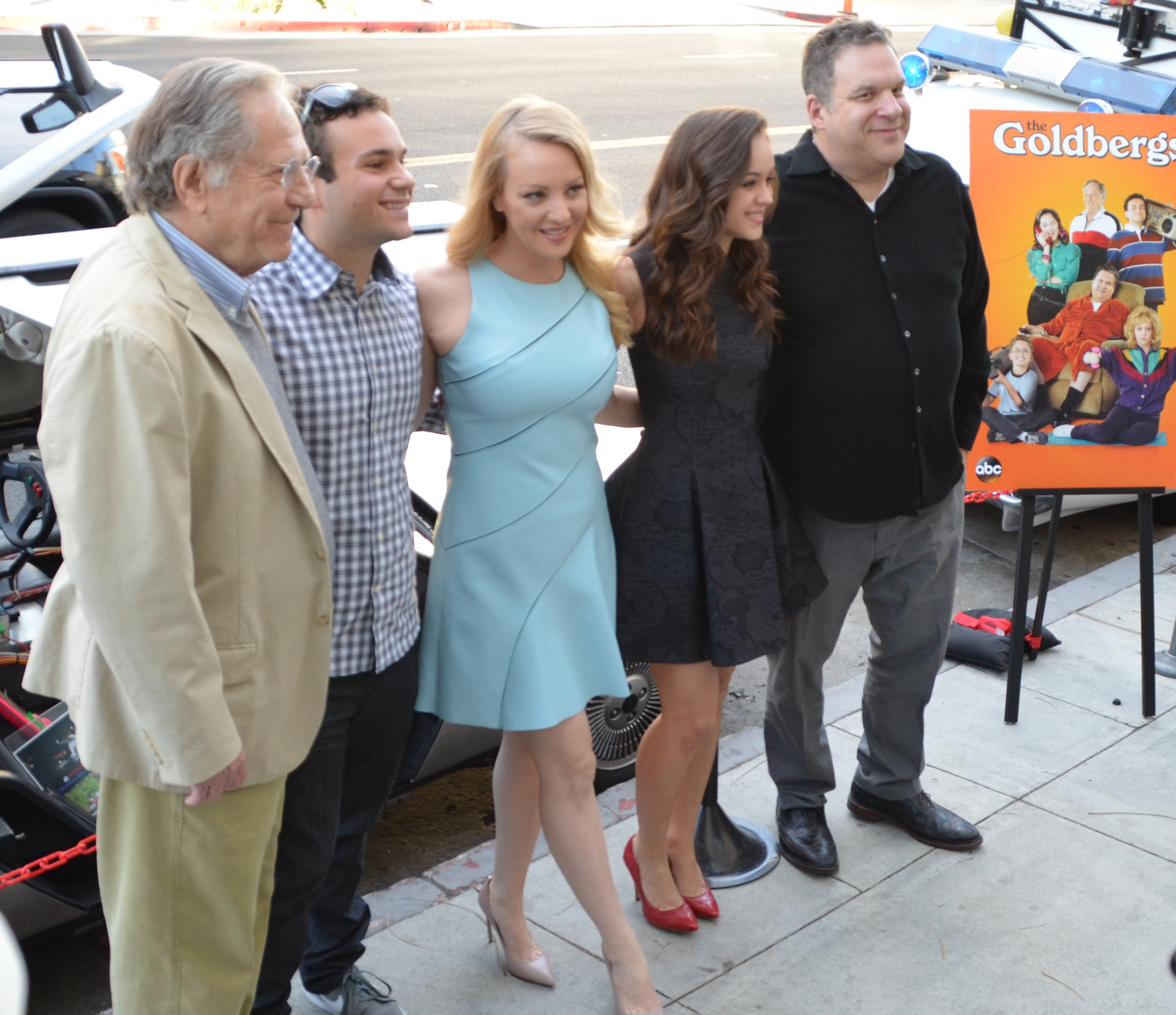
Obsazení seriálu zleva doprava: Segal, Gentile, McLendon-Covey, Orrantia a Garlin

### Casting
Projekt původně obdržela stanice Fox v srpnu roku 2011, ale poté co byl Golbergův další seriál Breaking In zrušen, nechtěl čekat na další pilotní sezónu a přesunul svůj projekt na stanici ABC, která souhlasila s jeho okamžitou produkcí. Dne 11. ledna 2013 bylo potvrzeno, že Wendi McLendon Covey, Jeff Garlin a George Segal si v seriálu zahrají hlavní role. 

### Natáčení
Pilotní díl režírovat Seth Gordon. Dne 10. května 2013 stanice ABC potvrdila, že seriál bude vysílaný v jejím programu v sezóně 2013–2014. Dne 1. listopadu 2013 bylo potvrzené objednání celé řady. Natáčení probíhá ve studiích Sony Pictures.

### Hudba
Titulní píseň „Rewind“ byla složená Golbergovo oblíbenou kapelou I Fight Dragons. Soundtrackové album, na kterém se objevily písně které zazněly od obsazení v rámci seriálu, bylo vydáno dne 6. prosince 2017.